# アラモード

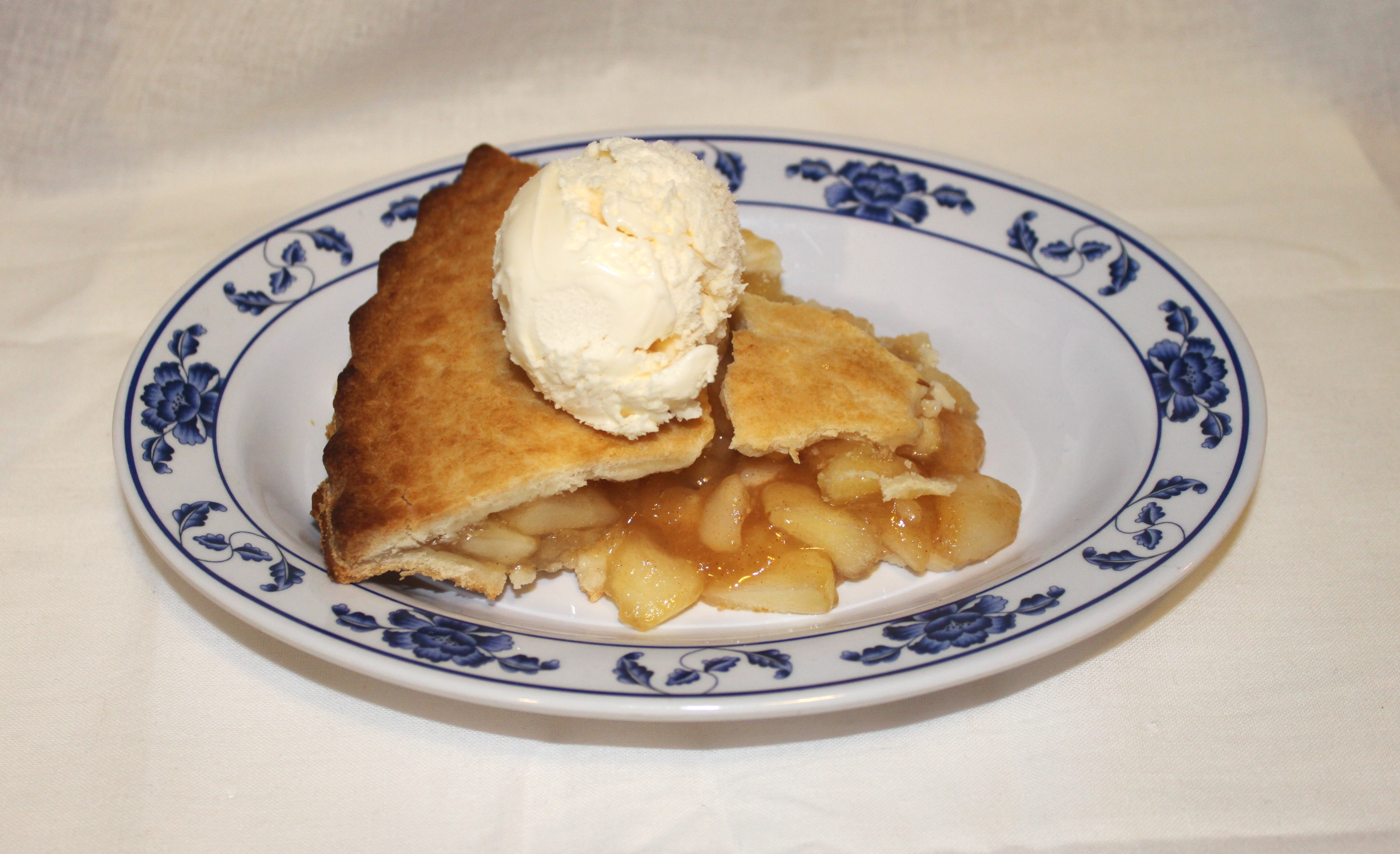
パイアラモード

アラモード（仏: à la mode）は、「流行の」「現代風」を意味するフランス語であり、「測定、サイズ、方法」を意味するラテン語の modus を語源とする。
料理用語としての初出はラ・ヴァレーヌ著の『フランスの料理人』（1651年）であり、中世のものとは異なるルネサンス以降の料理を指す語として使われた。18世紀には「ブルジョワ風」と同義だった。現在では「○○風」「○○式」といった意味でも使われ、次のような料理の名前になっている。
- アラモード - 菓子や果物の上にアイスクリームを乗せたもの[1][2]。
- パイアラモード（英語版） - アップルパイなどの上にアイスクリームを乗せたもの。
- プリンアラモード - カスタードプリンにクリーム類やフルーツ類を添えたもの。
- ブッフ・ア・ラ・モード - 牛肉に豚の背脂を刺してタマネギ・ニンジンと煮込んだ料理[4]。
- 当世風結婚 - ウィリアム・ホガースの連作風刺画。マリッジ・アラモード。